# Teodosia da Costantinopoli
Teodosia da Costantinopoli (greco: Ἁγία Θεοδοσία ἡ Κωνσταντινουπολίτισσα, pr. Hagia Theodosia hē Kōnstantinoupolitissa) (700 circa – Costantinopoli, 729) è stata una monaca cristiana e santa bizantina, martire delle chiese ortodossa orientale e Cattolica Romana.

## Biografia
Teodosia era una monaca che viveva in un monastero di Costantinopoli. Il 19 gennaio 729, all'inizio delle persecuzioni iconoclaste, l'imperatore Leone III l'Isaurico ordinò che l'icona di Cristo, che stava sopra la porta Chalke del palazzo imperiale venisse rimossa. Mentre un ufficiale eseguiva l'ordine, un gruppo di donne si riunì per impedire l'operazione. Tra di loro c'era Teodosia, che scosse fortemente la scala fino a quando l'uomo cadde. Questi morì per le ferite riportate e Teodosia venne arrestata e portata al Forum Bovis, dove venne giustiziata mediante un corno di ariete conficcato nel collo. In seguito al trionfo dell'ortodossia sull'iconoclastia, ella venne riconosciuta come martire e santa, ed il suo corpo venne conservato e venerato nella chiesa di Hagia Euphemia en to Petrio, nel quartiere denominato Dexiokratianai: esso corrisponde al moderno quartiere di Ayakapı, lungo il Corno d'Oro; dopo l'inizio del XIV secolo, la chiesa portò il suo nome e corrisponde forse alla moschea Gül. Anche una porta nelle mura marine di Costantinopoli, la "porta della Santa" (Turco: Ayakapı) prese il nome dalla chiesa.

## Culto
La sua ricorrenza è il 18 luglio.
Hagia Theodosia divenne una tra le sante più venerate a Costantinopoli, invocata in particolare dai malati. La fama della santa si accrebbe in particolare dopo la guarigione di un sordomuto nel 1306.
Dal Martirologio Romano: "A Costantinopoli, santa Teodosia, monaca, che patì il martirio per aver difeso un'antica immagine di Cristo, che l'imperatore Leone l'Isaurico aveva ordinato di rimuovere dalla Porta Bronzea del suo Palazzo".